# Канатохідці
«Канатохідці» (інша назва: «Пригоди канатоходців») — радянський художній фільм 1964 року, знятий режисером Равілем Батировим на кіностудії «Узбекфільм».

## Сюжет
Дія фільму відбувається на початку 1920-х років в Узбекистані. Знаменитий канатоходець Таштемір та його онук Аліджан допомагають червоноармійцям вистежити небезпечну басмацьку банду. Під виглядом бродячих артистів канатохідці ведуть активну розвідку. Шлях їх небезпечний та важкий. Вистежуючи басмачів, Таштемір та Аліджан довго не підозрюють, що й за ними невідступно стежить ворожий шпигун. Нарешті патріотам вдалося вистежити місцезнаходження банди та повідомити про це загін червоноармійців. Під час переслідування бандитів Таштемір гине.

## У ролях
- Раззак Хамраєв — Таштемір, канатоходець
- Рустам Сагдуллаєв — Аліджан
- Нурмухан Жантурин — шпигун
- Хікмат Латипов — Каміл-ата
- Кудрат Ходжаєв — курбаши Мірхайдар

## Знімальна група
- Режисер — Равіль Батиров
- Сценаристи — Явдат Ільясов, Пулатжан Ташкенбаєв
- Оператор — Дільшат Фатхулін
- Композитор — Руміль Вільданов
- Художник — Євген Пушин